# Чукалы-на-Нуе
Чукалы-на-Нуе — деревня в Атяшевском районе Мордовии. Входит в состав Козловского сельского поселения.

## История
Впервые упоминается в 1671 году как деревня Верхняя Чукалы Вералаторского стана. В «Списке населённых мест Симбирской губернии за 1863» Чукалы-на-Нуе удельная деревня из 45 дворов в Ардатовском уезде.

## Население
| 2002 | 2010 |
| ---- | ---- |
| 98   | ↘50  |

Национальный состав
Согласно результатам Всероссийской переписи населения 2002 года, в национальной структуре населения мордва-эрзя составляли 98 %.